# Jardim do Salso
Jardim do Salso é um bairro da zona leste da cidade brasileira de Porto Alegre, capital do estado  do Rio Grande do Sul. Foi criado pela Lei 6594 de 31 de janeiro de 1990. O bairro faz parte da região de planejamento 4 - leste e nordeste.
Em 2019 o bairro contava com:  4.405 habitantes, distribuídos por seus 85,5 hectáres, com uma densidade populacional de 5.152,04 hab./km². A taxa de analfabetismo do bairro era de 0,66%, acentuadamente menor que o índice geral de Porto Alegre que era de 3,86%. A renda média era de 5,96 salários mínimos por domicílio. O seu Índice de Desenvolvimento Humano Municipal é de 0,916 elevado em comparação o índice de 0,805 da cidade.

## Características atuais
O Bairro Jardim do Salso é relativamente novo, com cerca de 30 anos de ocupação efetiva. Sua ocupação atual é dada por classes sociais distintas, mas principalmente pelas classes B e C. É basicamente um bairro residencial, com regiões de média densidade e regiões de baixa densidade.
O bairro possui três grandes parques com opções de lazer para crianças (com playground), adolescentes e adultos (com campos de futebol, basquete e vôlei, além de mesas para jogos) e de bancos para sentar e tomar o típico chimarrão.
As ruas do bairro são quase todas asfaltadas parcialmente ou totalmente (as que são parcialmente, mantem paralelepípedos como segunda pavimentação).
O bairro possui um supermercado, cerca de oito mercados/mini-mercados, duas locadoras de vídeo/dvd, um posto de gasolina, um colégio estadual de primeiro e segundo graus, duas padarias, duas farmácias e três restaurantes.
Contem como referências uma unidade do Departamento Estadual de Investigações Criminais (DEIC) da Polícia Civil, e a AACD Porto Alegre. Na Avenida Ipiranga, destaca comércio de móveis (como sofás e tapetes) e um bairro planejado chamado Residencial Parque - às vezes atribuído erroneamente ao Jardim Botânico.
Devido à proximidade ao violento bairro Bom Jesus, tem alta incidência de assaltos. A segurança carece de atenção das autoridades, por ser bairro residencial de pequeno porte.
Está localizado no bairro a casa de culto de religião de matriz africana, Centro Africano Ogun e Osalá, residente a rua Professor Abílio Azambuja, número 706. A casa trabalha com sessões quinzenais de Umbanda e Quimbanda.

### Principais vias de acesso
As principais vias de acesso ao bairro são a Avenida Ipiranga e a Rua Professor Cristiano Fischer. Além disso, as avenidas Protásio Alves e Salvador França servem o bairro indiretamente.

## Limites atuais
Avenida Ipiranga, da esquina com a Rua Professor Cristiano Fischer e nela até a Rua Palestina, seguindo-o até a Rua São Benedito; e, desta, até a Rua Professor Abílio Azambuja, percorrendo-a até a Rua Santa Isabel; e, por esta, até encontrar a avenida projetada de diretriz do Plano Diretor 2717, indo por esta até a Rua Aldo Menotti Sirângelo; por ela segue até a Rua A-N do Loteamento Jardim Guanabara, até a Rua A-P do mesmo loteamento; seguindo por ela e seu prolongamento até a rua projetada diretriz do Plano Diretor 2709; pela rua citada continua até encontrar a rua projetada, diretriz do plano Diretor 2705 e, por esta, continua até a Avenida Ipiranga, seguindo-a até a Rua Professor Cristiano Fischer.
Limita-se ao norte com o bairro Bom Jesus, a leste com o bairro Jardim Carvalho, ao noroeste com o bairro Petrópolis, a oeste com o bairro Jardim Botânico e ao sul com o bairro Partenon (ou Intercap).